# Gekko liboensis
Espèce
Gekko liboensis est une espèce de geckos de la famille des Gekkonidae.

## Répartition
Cette espèce est endémique de Chine. Elle se rencontre au Guizhou et au Guangxi

## Étymologie
Son nom d'espèce, composé de libo et du suffixe latin -ensis, « qui vit dans, qui habite », lui a été donné en référence au milieu de sa découverte, le xian de Libo.

## Publication originale
- Zhou, Liu & Li, 1982 : Three new species of Gekko and remarks on Gekko hokouensis (Lacertiformes, Gekkonidae). Acta Zootaxonomica Sinica, no 7, no 4, p. 438-446.